# RSRP1
RSRP1 (англ. Arginine and serine rich protein 1) – білок, який кодується однойменним геном, розташованим у людей на 1-й хромосомі. Довжина поліпептидного ланцюга білка становить 290 амінокислот, а молекулярна маса — 33 613.
| 10         |  | 20         |  | 30         |  | 40         |  | 50         |
| ---------- |  | ---------- |  | ---------- |  | ---------- |  | ---------- |
| MSNYVNDMWP |  | GSPQEKDSPS |  | TSRSGGSSRL |  | SSRSRSRSFS |  | RSSRSHSRVS |
| SRFSSRSRRS |  | KSRSRSRRRH |  | QRKYRRYSRS |  | YSRSRSRSRS |  | RRYRERRYGF |
| TRRYYRSPSR |  | YRSRSRSRSR |  | SRGRSYCGRA |  | YAIARGQRYY |  | GFGRTVYPEE |
| HSRWRDRSRT |  | RSRSRTPFRL |  | SEKDRMELLE |  | IAKTNAAKAL |  | GTTNIDLPAS |
| LRTVPSAKET |  | SRGIGVSSNG |  | AKPELSEKVT |  | EDGTRNPNEK |  | PTQQRSIAFS |
| SNNSVAKPIQ |  | KSAKAATEEA |  | SSRSPKIDQK |  | KSPYGLWIPI |  |            |

A: Аланін

C: Цистеїн

D: Аспарагінова кислота

E: Глутамінова кислота

F: Фенілаланін

G: Гліцин

H: Гістидин

I: Ізолейцин

K: Лізин

L: Лейцин

M: Метіонін

N: Аспарагін

P: Пролін

Q: Глутамін

R: Аргінін

S: Серин

T: Треонін

V: Валін

W: Триптофан

Кодований геном білок за функцією належить до фосфопротеїнів. 
Задіяний у такому біологічному процесі, як альтернативний сплайсинг. 